# Großer Garten
Freilichtbühne Großer Garten é uma arena multi-uso localizada em Dresden, Alemanha.
Até 1989, o teatro foi usado principalmente para programas de entretenimento e da família, e foi usado na década de 1980 para shows de rock e filmes. Nos últimos 15 anos, o foco dos eventos mudou para o rock e concertos de música pop.[carece de fontes?]